# Nikolajewka: c'ero anch'io
Nikolajewka c'ero anch'io è una raccolta, curata da Giulio Bedeschi, di testimonianze di reduci del Corpo d'Armata Alpino impiegato nella campagna di Russia, e in particolare di coloro che parteciparono alla battaglia di Nikolaevka.
Venne pubblicato nel 1972, trentennale delle vicende belliche riportate, per l'editore Mursia.